# Kreis Komárom
Der Kreis Komárom (ungarisch Komáromi járás) ist ein Kreis im nordungarischen Komitat Komárom-Esztergom. Er grenzt im Westen an den Kreis Tata und im Südwesten an den Kreis Tatabánya. Im Norden bildet die Donau die Staatsgrenze zur Slowakei, 3 Grenzgemeinden liegen an dem Fluss.

## Geschichte
Der Kreis ging während der ungarischen Verwaltungsreform Anfang 2013 als Nachfolger des gleichnamigen Kleingebiets (ungarisch Komáromi kistérség) in unveränderter Gemeindezuordnung hervor (9 Gemeinden).

## Gemeindeübersicht
Der Kreis Komárom hat eine durchschnittliche Gemeindegröße von 4.330 Einwohnern auf einer Fläche von 42,06 Quadratkilometern. Die Bevölkerungsdichte liegt unter der für das gesamte Komitat. Der Verwaltungssitz befindet sich in der größten Stadt, Komárom, im Norden des Kreises gelegen.
| Gemeinde      | Status       | Herkunft Kleingebiet | Einwohnerzahl | Einwohnerzahl | Einwohnerzahl | Fläche (km²) | Bevölkerungs- dichte (Ew./km²) |
| Gemeinde      | Status       | Herkunft Kleingebiet | 01.10.2011    | 01.01.2013    | 01.01.2016    | 01.01.2016   | Bevölkerungs- dichte (Ew./km²) |
| ------------- | ------------ | -------------------- | ------------- | ------------- | ------------- | ------------ | ------------------------------ |
| Ács *         | Stadt        | Komárom              | 6.875         | 6.808         | 6.793         | 103,83       | 65,4                           |
| Almásfüzitő * | Gemeinde     | Komárom              | 2.144         | 2.089         | 2.090         | 8,19         | 255,2                          |
| Bábolna       | Stadt        | Komárom              | 3.808         | 3.774         | 3.840         | 33,55        | 114,5                          |
| Bana          | Gemeinde     | Komárom              | 1.649         | 1.630         | 1.633         | 25,11        | 65,0                           |
| Csém          | Gemeinde     | Komárom              | 421           | 416           | 393           | 6,28         | 62,6                           |
| Kisigmánd     | Gemeinde     | Komárom              | 518           | 475           | 462           | 13,13        | 35,2                           |
| Komárom *     | Stadt        | Komárom              | 19.284        | 19.200        | 18.786        | 69,90        | 268,8                          |
| Mocsa         | Gemeinde     | Komárom              | 2.192         | 2.142         | 2.095         | 67,20        | 31,2                           |
| Nagyigmánd    | Großgemeinde | Komárom              | 2.972         | 3.025         | 2.878         | 51,35        | 56,0                           |
| Kreis Komárom |              |                      | 39.863        | 39.559        | 38.970        | 378,54       | 102,9                          |

* Grenzorte zur Slowakei